# Dör
Pour les articles homonymes, voir Dor.
Dör est un village et une commune du comitat de Győr-Moson-Sopron en Hongrie.